# One Shenzhen Bay Tower 7
La One Shenzhen Bay Tower 7 est un gratte-ciel en construction à Shenzhen en Chine. Il s'élèvera à 341 mètres. 